# Troy McClure
Troy McClure is een personage uit de animatieserieThe Simpsons. Zijn stem werd gedaan door Phil Hartman. Hij verscheen voor het eerst in "Homer vs. Lisa and the 8th Commandment". Het personage was gebaseerd op Troy Donahue en Doug McClure, en Hartman zelf. Na de dood van Phil Hartman werd Troy uit de serie geschreven, evenals Hartmans andere personage Lionel Hutz. Zijn laatste optreden was in "Bart the Mother".
McClure was een acteur die in de serie geregeld opdook om reclames en educatieve video’s te presenteren.

## Rol inThe Simpsons
McClure was een stereotype ex-Hollywood ster, die nu was gedegradeerd tot het spelen in lage kwaliteit films en werk als tv-presentator. Gedurende de jaren 70 had hij een succesvolle acteercarrière, maar daarna is het bergafwaarts gegaan voor hem. In de serie wordt hij vooral gezien als presentator van korte videoclips, voornamelijk educatieve video’s. en thuiswinkelspotjes. Iedere keer als hij iets presenteert, introduceert Troy zichzelf met een referentie naar een oude rol die hij heeft gehad: "Hi, I'm Troy McClure. You may remember me from such [films, video’s voiceovers enz.] as..." waarna hij twee titels noemt.
McClure’s carrière ging bergafwaarts vanwege zijn ongewone parafilie, waar volgens de geruchten vis bij was betrokken. Hij kreeg 12 jaar lang geen werk meer aangeboden. Om dit te verhullen begon hij een relatie met Selma Bouvier, die hij ontmoette toen ze hem een oogtest afnam op de DMV. Deze relatie gaf zijn carrière weer een duw in de goede richting, en hij kreeg de rol in Stop the Planet of the Apes, I Want to Get Off!, een musical versie van de film Planet of the Apes. Troy trouwde zelfs met Selma om zijn carrière nog verder te verbeteren. In een dronken bui biechtte Troy aan Homer Simpson op waarom hij werkelijk met Selma trouwde. Het huwelijk ging toch door, maar toen Troy een kind wilde (om zijn rol als McBain’s s helper in McBain IV: Fatal Discharge veilig te stellen) liep het huwelijk op de klippen. Daarom ging Troy spelen in zijn eigen onafhankelijke film The Contrabulous Fabtraption of Professor Horatio Hufnagel.
Naast zijn optreden in de serie presenteerde McClure de speciale afleveringen "The Simpsons 138th Episode Spectacular" (een clip show) en "The Simpsons Spin-Off Showcase" (waarin drie mogelijke spin-offs worden getoond).

## Personage
McClure was gebaseerd op een typische "aan lager wal geraakte" Hollywoodacteur. Inspiratie voor het personage en diens naam kwamen van de B-film acteurs Troy Donahue en Doug McClure. Phil Hartman werd gecast voor de rol vanwege zijn vermogen om het "maximum uit humor" te halen. McClure’s visuele uiterlijk is gelijk aan dat van Phil Hartman . McClure’s auto is een De Lorean DMC-12 en zijn huis is gebaseerd op de Chemosphere uit de film Body Double.
McClure’s personage werd sterk ontwikkeld in de aflevering "A Fish Called Selma", waarin dieper werd ingegaan op zijn privé-leven. De aflevering werd gemaakt omdat showmedewerkers Bill Oakley en Josh Weinstein grote fans waren van Phil Hartman, en een aflevering geheel rondom McClure wilden maken. Het idee om hem te laten trouwen met Selma Bouvier kwam omdat "zij altijd met mensen trouwt".
Toen Phil Harman werd vermoord op 28 mei 1998 werd besloten om hem niet te vervangen door een andere stemacteur, maar in plaats daarvan zijn personages uit de serie te schrijven. Voor zijn dood had Hartman meerder keren aangegeven best een live-action film over McClure te willen maken.